# Salsola arbuscula
Salsola arbuscula là loài thực vật có hoa thuộc họ Dền. Loài này được Pall. miêu tả khoa học đầu tiên năm 1771.